# Prva savezna liga Jugoslavije u nogometu 1973./74.
Prvenstvo Jugoslavije u nogometu za sezonu 1973./74. bilo je četrdeset i peto po redu najviše nogometno natjecanje u Jugoslaviji, dvadeset i osmo poslijeratno, koje je započelo 19. kolovoza 1973. i završilo 14. svibnja 1974.

Prvak je postao hrvatski klub, Hajduk Split koji je osvojio svoj sedmi naslov. Pobjedom u Kupu Jugoslavije, Splićani su osvojili dvostruku krunu.

Najbolji strijelac bio je Danilo Popivoda iz ljubljanske Olimpije sa 17 golova.
Prvenstvo je odlučila gol-razlika: Hajduk i Velež završili su s jednakim brojem bodova, no Hajduk je imao gol-razliku +28, a Velež +20. Da je tada postojalo pravilo 3 boda po pobjedi, Velež bi imao 64 boda, a Hajduk 63.

## Sustav natjecanja
Igralo se u dvije faze. Momčadi su međusobno igrale dvokružni ligaški sustav. Igrala se po jedna utakmica na domaćem i gostujućem terenu.  Prvakom je postala momčad koja je sakupila najviše bodova u skupini za prvaka (pobjeda = 2 boda, neodlučeni ishod = 1 bod, poraz = bez bodova).
Pravila koje su određivala poredak na ljestvici su bila: 1) broj osvojenih bodova, 2) gol-razlika, 3) baraž

## Formiranje lige
U obzir se uzima 16 najboljih mjesta iz prethodne sezone, plus pobjednici kvalifikacijskih dvoboja između dva najbolja u svakoj od četiri skupine Druge savezne lige 1972./73.
- Iz Prve savezne lige natjecali su se Crvena zvezda, Velež Mostar, OFK Beograd, Partizan, Željezničar, Sloboda Tuzla, Sarajevo, Dinamo Zagreb, Hajduk Split, Vardar Skoplje, Radnički Niš, Borac Banja Luka, Vojvodina, Čelik Zenica, Bor i Olimpija Ljubljana
- Iz Druge savezne lige: Zagreb (pobjednik zapadne skupine) i Proleter Zrenjanin (pobjednik sjeverne skupine), pobjednici kvalifikacijskih utakmica za popunu Prve savezne lige.

## Sudionici
| Slovenija       | Hrvatska                           | Bosna i Hercegovina                                                         | Srbija                          | Srbija                                                        | Srbija  | Crna Gora | Makedonija   |
| Slovenija       | Hrvatska                           | Bosna i Hercegovina                                                         | Vojvodina                       | Središnja Srbija                                              | Kosovo  | Crna Gora | Makedonija   |
| --------------- | ---------------------------------- | --------------------------------------------------------------------------- | ------------------------------- | ------------------------------------------------------------- | ------- | --------- | ------------ |
| - Olimpija (LJ) | - Dinamo (Z) - Hajduk (S) - Zagreb | - Borac (BL) - Čelik (Z) - Sarajevo - Sloboda (T) - Velež (M) - Željezničar | - Proleter (Z) - Vojvodina (NS) | - Bor - Crvena zvezda - OFK Beograd - Partizan - Radnički (N) | - nitko | - nitko   | - Vardar (S) |

- OFK Beograd, Beograd
- FK Bor, Bor
- FK Borac, Banja Luka
- FK Crvena zvezda, Beograd
- NK Čelik, Zenica
- NK Dinamo, Zagreb
- NK Hajduk, Split
- NK Olimpija, Ljubljana
- FK Partizan, Beograd
- FK Proleter, Zrenjanin
- FK Radnički Niš, Niš
- FK Sarajevo, Sarajevo
- FK Sloboda, Tuzla
- FK Vardar, Skoplje
- FK Velež, Mostar
- FK Vojvodina, Novi Sad
- NK Zagreb, Zagreb
- FK Željezničar, Sarajevo

## Optužbe za namještanje utakmica
Igrač FK Velež Vahid Halilhodžić, čija je momčad provela proljeće 1974. u tijesnoj utrci za naslov prvaka sa splitskim Hajdukom, naveo je u intervjuu 2023. da je Hajduk namjestio posljednju ligašku utakmicu 1973./74. u gostima kod OFK Beograda (Hajduk je pobijedio 0:2), dok je dalje insinuirajući da se pristup dogodio preko vratara OFK-a Petra Borote.

## Ljestvica
| mj.     | klub               | ut. | pob. | ner. | por. | gol+ | gol- | gr  | bod |
| ------- | ------------------ | --- | ---- | ---- | ---- | ---- | ---- | --- | --- |
| 1.      | Hajduk Split       | 34  | 18   | 9    | 7    | 52   | 24   | +28 | 45  |
| 2.      | Velež Mostar       | 34  | 19   | 7    | 8    | 54   | 34   | +20 | 45  |
| 3.      | Crvena zvezda      | 34  | 19   | 5    | 10   | 72   | 46   | +26 | 43  |
| 4.      | Partizan           | 34  | 12   | 13   | 9    | 41   | 33   | +8  | 37  |
| 5.      | OFK Beograd        | 34  | 13   | 9    | 12   | 35   | 32   | +3  | 35  |
| 6.      | Čelik Zenica       | 34  | 12   | 11   | 11   | 30   | 28   | +2  | 35  |
| 7.      | Dinamo Zagreb      | 34  | 12   | 9    | 13   | 34   | 33   | +1  | 33  |
| 8.      | Željezničar        | 34  | 10   | 12   | 12   | 39   | 39   | 0   | 32  |
| 9.      | Sloboda Tuzla      | 34  | 8    | 16   | 10   | 34   | 38   | –4  | 32  |
| 10.     | Olimpija Ljubljana | 34  | 11   | 10   | 13   | 36   | 42   | –6  | 32  |
| 11.     | Vardar Skoplje     | 34  | 12   | 7    | 15   | 38   | 40   | –2  | 31  |
| 12.     | Vojvodina          | 34  | 10   | 11   | 13   | 33   | 37   | –3  | 31  |
| 13.     | Proleter Zrenjanin | 34  | 13   | 5    | 16   | 36   | 48   | –12 | 31  |
| 14.     | Sarajevo           | 34  | 11   | 9    | 14   | 29   | 42   | –13 | 31  |
| 15.     | Radnički Niš       | 34  | 11   | 9    | 14   | 29   | 43   | –14 | 31  |
| 16.     | Bor                | 34  | 13   | 5    | 16   | 32   | 49   | –17 | 31  |
| 17.     | Borac Banja Luka   | 34  | 8    | 14   | 12   | 43   | 43   | 0   | 30  |
| 18.     | Zagreb             | 34  | 9    | 9    | 14   | 28   | 44   | –16 | 27  |
|         |                    |     |      |      |      |      |      |     |     |
| Izvori: |                    |     |      |      |      |      |      |     |     |

|  | Hajduk Split je prvak Jugoslavije i plasirao se na Kup prvaka 1974./75.                               |
|  | Velež Mostar i Partizan plasirali su se na Kup UEFA 1974./75.                                         |
|  | Crvena zvezda finalist je Kupa Jugoslavije i plasirala se na Europski kup pobjednika kupova 1974./75. |
|  | Borac Banja Luka i Zagreb ispali su u Drugu saveznu ligu                                              |

## Rezultati
| 1973./74. | 1973./74.          | HAJ | VEL | C.Z | PAR | OFK | ČEL | DIN | ŽEL | SLO | OLI | VAR | VOJ | PRO | SAR | R.N | BOR | BBL | ZAG |
| 1.        | Hajduk Split       |     | 2:2 | 4:1 | 1:2 | 2:0 | 1:0 | 2:3 | 1:1 | 4:1 | 1:0 | 6:0 | 3:0 | 2:1 | 1:0 | 2:0 | 3:0 | 4:1 | 2:1 |
| 2.        | Velež Mostar       | 1:0 |     | 4:2 | 1:1 | 5:0 | 2:0 | 2:0 | 0:1 | 3:0 | 2:1 | 1:0 | 1:0 | 4:2 | 2:1 | 1:1 | 2:0 | 2:0 | 2:0 |
| 3.        | Crvena zvezda      | 3:1 | 2:0 |     | 1:0 | 1:1 | 2:1 | 0:0 | 3:1 | 2:2 | 5:2 | 1:2 | 3:2 | 4:1 | 1:0 | 4:0 | 5:0 | 2:1 | 6:1 |
| 4.        | Partizan           | 1:1 | 3:2 | 2:1 |     | 0:0 | 2:0 | 2:2 | 1:1 | 3:2 | 0:0 | 1:0 | 1:1 | 0:0 | 4:0 | 3:1 | 2:3 | 3:0 | 0:3 |
| 5.        | OFK Beograd        | 0:2 | 3:0 | 2:1 | 1:0 |     | 0:1 | 1:1 | 2:2 | 1:0 | 1:0 | 1:0 | 1:0 | 2:0 | 1:0 | 2:0 | 4:0 | 1:1 | 6:1 |
| 6.        | Čelik Zenica       | 1:1 | 1:1 | 3:0 | 1:3 | 1:0 |     | 2:0 | 0:0 | 2:0 | 2:0 | 2:0 | 0:0 | 2:0 | 0:0 | 1:0 | 2:0 | 1:0 | 1:0 |
| 7.        | Dinamo Zagreb      | 0:1 | 1:0 | 1:3 | 1:0 | 2:0 | 2:0 |     | 1:0 | 0:0 | 0:0 | 2:2 | 1:2 | 3:0 | 4:1 | 0:0 | 4:2 | 0:1 | 1:1 |
| 8.        | Željezničar        | 0:0 | 2:2 | 1:3 | 0:1 | 2:0 | 1:1 | 3:0 |     | 1:3 | 2:0 | 2:1 | 2:0 | 2:1 | 0:0 | 2:0 | 4:1 | 1:1 | 0:1 |
| 9.        | Sloboda Tuzla      | 0:0 | 2:0 | 1:2 | 0:0 | 0:0 | 2:2 | 1:0 | 0:0 |     | 2:2 | 1:2 | 1:0 | 1:1 | 2:1 | 2:0 | 0:0 | 0:0 | 3:1 |
| 10.       | Olimpija Ljubljana | 1:1 | 0:0 | 1:0 | 2:0 | 1:1 | 1:1 | 1:0 | 2:2 | 0:0 |     | 2:0 | 0:0 | 2:0 | 0:1 | 3:1 | 4:2 | 2:1 | 1:0 |
| 11.       | Vardar Skoplje     | 0:0 | 2:3 | 1:3 | 1:1 | 2:0 | 1:1 | 0:1 | 2:0 | 2:0 | 0:2 |     | 1:1 | 1:0 | 3:0 | 5:0 | 3:1 | 2:1 | 1:1 |
| 12.       | Vojvodina          | 0:1 | 2:1 | 2:2 | 0:2 | 1:0 | 2:0 | 0:1 | 0:0 | 3:1 | 5:3 | 1:0 |     | 3:1 | 0:0 | 1:2 | 1:0 | 2:1 | 0:0 |
| 13.       | Proleter Zrenjanin | 1:2 | 1:1 | 3:2 | 1:0 | 1:2 | 1:0 | 1:0 | 1:0 | 2:1 | 1:0 | 1:0 | 1:0 |     | 2:0 | 2:0 | 1:0 | 1:1 | 0:0 |
| 14.       | Sarajevo           | 1:0 | 1:3 | 3:4 | 0:0 | 1:1 | 2:0 | 1:0 | 1:0 | 0:0 | 4:2 | 0:0 | 3:1 | 3:2 |     | 0:1 | 1:0 | 2:0 | 1:0 |
| 15.       | Radnički Niš       | 0:1 | 0:1 | 1:0 | 1:1 | 1:0 | 1:0 | 1:0 | 2:0 | 3:3 | 3:0 | 2:1 | 1:1 | 1:0 | 0:0 |     | 0:0 | 3:1 | 2:2 |
| 16.       | Bor                | 1:0 | 0:1 | 1:0 | 1:0 | 1:0 | 0:0 | 1:0 | 0:2 | 0:0 | 2:0 | 1:0 | 2:2 | 4:2 | 3:1 | 1:0 |     | 3:1 | 2:1 |
| 17.       | Borac Banja Luka   | 0:0 | 3:1 | 1:1 | 1:1 | 1:1 | 3:1 | 1:1 | 6:4 | 1:1 | 2:0 | 0:1 | 0:0 | 5:0 | 5:0 | 1:1 | 1:0 |     | 1:1 |
| 18.       | Zagreb             | 1:0 | 0:1 | 0:2 | 3:1 | 1:0 | 0:0 | 1:2 | 2:0 | 0:2 | 0:1 | 1:2 | 1:0 | 0:4 | 0:0 | 2:0 | 2:0 | 0:0 |     |

| 1. kolo 19. 8. 1973. Borac – Crvena zvezda 1:1 OFK Beograd – Željezničar 2:2 Vojvodina – Hajduk 0:1 Dinamo – Olimpija 0:0 Bor – Vardar 1:0 Radnički (N) – Zagreb 2:2 Čelik – Sloboda 2:0 Sarajevo – Partizan 0:0 Proleter – Velež 1:1 2. kolo 26. 8. 1973. Borac – OFK Beograd 1:1 Partizan – Proleter 0:0 Sloboda – Sarajevo 2:1 Zagreb – Čelik 0:0 Vardar – Radnički (N) 5:0 Olimpija – Bor 4:2 Hajduk – Dinamo 2:3 Željezničar – Vojvodina 2:0 Crvena zvezda – Velež 2:0 3. kolo 2. 9. 1973. OFK Beograd – Crvena zvezda 2:1 Vojvodina – Borac 2:1 Dinamo – Željezničar 1:0 Bor – Hajduk 1:0 (prekid u 86. minuti) Radnički (N) – Olimpija 3:0 Čelik – Vardar 2:0 Sarajevo – Zagreb 1:0 Proleter – Sloboda 2:1 Velež – Partizan 1:1 4. kolo 8. 9. 1973. Crvena zvezda – Partizan 1:0 9. 9. 1973. Borac – Dinamo 1:1 OFK Beograd – Vojvodina 1:0 Sloboda – Velež 2:0 Zagreb – Proleter 0:4 Vardar – Sarajevo 3:0 Olimpija – Čelik 1:1 Hajduk – Radnički (N) 2:0 Željezničar – Bor 4:1 5. kolo 12. 9. 1973. Vojvodina – Crvena zvezda 2:2 Dinamo – OFK Beograd 2:0 Bor – Borac 3:1 (igrano u Zaječaru) Radnički (N) – Željezničar 2:0 Čelik – Hajduk 1:1 Sarajevo – Olimpija 4:2 Proleter – Vardar 1:0 Velež – Zagreb 2:0 Partizan – Sloboda 3:2 6. kolo 15. 9. 1973. Crvena zvezda – Sloboda 2:2 16. 9. 1973. Borac – Radnički (N) 1:1 OFK Beograd – Bor 4:0 Vojvodina – Dinamo 0:1 Zagreb – Partizan 3:1 Vardar – Velež 2:3 Olimpija – Proleter 2:0 Hajduk – Sarajevo 1:0 Željezničar – Čelik 1:1 7. kolo 23. 9. 1973. Dinamo – Crvena zvezda 1:3 Bor – Vojvodina 2:2 (igrano u Zaječaru) Radnički (N) – OFK Beograd 1:0 Čelik – Borac 1:0 Sarajevo – Željezničar 1:0 Proleter – Hajduk 1:2 Velež – Olimpija 2:1 Partizan – Vardar 1:0 Sloboda – Zagreb 3:1 8. kolo 29. 9. 1973. Crvena zvezda – Zagreb 6:1 30. 9. 1973. Borac – Sarajevo 5:0 OFK Beograd – Čelik 0:1 Vojvodina – Radnički (N) 1:2 Dinamo – Bor 4:2 Vardar – Sloboda 2:0 Olimpija – Partizan 2:0 Hajduk – Velež 2:2 Željezničar – Proleter 2:1 9. kolo 7. 10. 1973. Bor – Crvena zvezda 1:0 Radnički (N) – Dinamo 1:0 Čelik – Vojvodina 0:0 Sarajevo – OFK Beograd 1:1 Proleter – Borac 1:1 Velež – Željezničar 0:1 Partizan – Hajduk 1:1 Sloboda – Olimpija 2:2 Zagreb – Vardar 1:2 10. kolo 27. 10. 1973. Crvena zvezda – Vardar 1:2 28. 10. 1973. Borac – Velež 3:1 OFK Beograd – Proleter 2:0 Vojvodina – Sarajevo 0:0 Dinamo – Čelik 2:0 Bor – Radnički (N) 1:0 Olimpija – Zagreb 1:0 Hajduk – Sloboda 4:1 Željezničar – Partizan 0:1 11. kolo 31. 10. 1973. Radnički (N) – Crvena zvezda 1:0 Čelik – Bor 2:0 Sarajevo – Dinamo 1:0 Proleter – Vojvodina 1:0 Velež – OFK Beograd 5:0 Partizan – Borac 3:0 Sloboda – Željezničar 0:0 Zagreb – Hajduk 1:0 Vardar – Olimpija 0:2 12. kolo 3. 11. 1973. Crvena zvezda – Olimpija 5:2 Vojvodina – Velež 2:1 4. 11. 1973. Borac – Sloboda 1:1 OFK Beograd – Partizan 1:0 Dinamo – Proleter 3:0 Bor – Sarajevo 3:1 Radnički (N) – Čelik 1:0 Hajduk – Vardar 6:0 Željezničar – Zagreb 0:1 13. kolo 10. 11. 1973. Vardar – Željezničar 2:0 11. 11. 1973. Čelik – Crvena zvezda 3:0 Sarajevo – Radnički (N) 0:1 Proleter – Bor 1:0 Velež – Dinamo 2:0 Partizan – Vojvodina 1:1 Sloboda – OFK Beograd 0:0 Zagreb – Borac 0:0 Olimpija – Hajduk 1:1 14. kolo 17. 11. 1973. OFK Beograd – Zagreb 6:1 18. 11. 1973. Borac – Vardar 0:1 Vojvodina – Sloboda 3:1 Dinamo – Partizan 1:0 Bor – Velež 0:1 Radnički (N) – Proleter 1:0 Čelik – Sarajevo 0:0 Željezničar – Olimpija 2:0 Crvena zvezda – Hajduk 3:1 15. kolo 24. 11. 1973. Olimpija – Borac 2:1 25. 11. 1973. Sarajevo – Crvena zvezda 3:4 Proleter – Čelik 1:0 Velež – Radnički (N) 1:1 Partizan – Bor 2:3 Sloboda – Dinamo 1:0 Zagreb – Vojvodina 1:0 Vardar – OFK Beograd 2:0 Hajduk – Željezničar 1:1 16. kolo 1. 12. 1973. OFK Beograd – Olimpija 1:0 Borac – Hajduk 0:0 2. 12. 1973. Vojvodina – Vardar 1:0 Dinamo – Zagreb 1:1 Bor – Sloboda 0:0 Radnički (N) – Partizan 1:1 Čelik – Velež 1:1 Sarajevo – Proleter 3:2 Crvena zvezda – Željezničar 3:1 17. kolo 8. 12. 1973. Partizan – Čelik 2:0 9. 12. 1973. Proleter – Crvena zvezda 3:2 Velež – Sarajevo 2:1 Sloboda – Radnički (N) 2:0 Zagreb – Bor 2:0 Vardar – Dinamo 0:1 Olimpija – Vojvodina 0:0 Hajduk – OFK Beograd 2:0 Željezničar – Borac 1:1 | 18. kolo 23. 2. 1974. Crvena zvezda – Borac 2:1 Sloboda – Čelik 2:2 24. 2. 1974. Velež – Proleter 4:2 Partizan – Sarajevo 4:0 Zagreb – Radnički (N) 2:0 Vardar – Bor 3:1 Olimpija – Dinamo 1:0 Hajduk – Vojvodina 3:0 Željezničar – OFK Beograd 2:0 19. kolo 2. 3. 1974. Proleter – Partizan 1:0 3. 3. 1974. OFK Beograd – Borac 1:1 Vojvodina – Željezničar 0:0 Dinamo – Hajduk 0:1 Bor – Olimpija 2:0 Radnički (N) – Vardar 2:1 Čelik – Zagreb 1:0 Sarajevo – Sloboda 0:0 Velež – Crvena zvezda 4:2 20. kolo 9. 3. 1974. Partizan – Velež 3:2 Zagreb – Sarajevo 0:0 10. 3. 1974. Borac – Vojvodina 0:0 Sloboda – Proleter 1:1 Vardar – Čelik 1:1 Olimpija – Radnički (N) 3:1 Hajduk – Bor 3:0 Željezničar – Dinamo 3:0 Crvena zvezda – OFK Beograd 1:1 21. kolo 16. 3. 1974. Radnički (N) – Hajduk 0:1 17. 3. 1974. Vojvodina – OFK Beograd 1:0 Dinamo – Borac 0:1 Bor – Željezničar 0:2 Čelik – Olimpija 2:0 Sarajevo – Vardar 0:0 Proleter – Zagreb 0:0 Velež – Sloboda 3:0 Partizan – Crvena zvezda 2:1 22. kolo 23. 3. 1974. OFK Beograd – Dinamo 1:1 Hajduk – Čelik 1:0 24. 3. 1974. Borac – Bor 1:0 Sloboda – Partizan 0:0 Zagreb – Velež 0:1 Vardar – Proleter 1:0 Olimpija – Sarajevo 0:1 Željezničar – Radnički (N) 2:0 Crvena zvezda – Vojvodina 3:2 23. kolo 27. 3. 1974. Dinamo – Vojvodina 1:2 Bor – OFK Beograd 1:0 Radnički (N) – Borac 3:1 Čelik – Željezničar 0:0 Sarajevo – Hajduk 1:0 Proleter – Olimpija 1:0 Velež – Vardar 1:0 Partizan – Zagreb 0:3 Sloboda – Crvena zvezda 1:2 24. kolo 30. 3. 1974. OFK Beograd – Radnički (N) 2:0 31. 3. 1974. Borac – Čelik 3:1 Vojvodina – Bor 1:0 Zagreb – Sloboda 0:2 Vardar – Partizan 1:1 Olimpija – Velež 0:0 Hajduk – Proleter 2:1 Željezničar – Sarajevo 0:0 Crvena zvezda – Dinamo 0:0 25. kolo 3. 4. 1974. Radnički (N) – Vojvodina 1:1 Čelik – OFK Beograd 1:0 Sarajevo – Borac 2:0 Proleter – Željezničar 1:0 Velež – Hajduk 1:0 Partizan – Olimpija 0:0 Sloboda – Vardar 1:2 Zagreb – Crvena zvezda 0:2 4. 4. 1974. Bor – Dinamo 1:0 26. kolo 6. 4. 1974. Crvena zvezda – Bor 5:0 Olimpija – Sloboda 0:0 7. 4. 1974. Borac – Proleter 5:0 OFK Beograd – Sarajevo 1:0 Vojvodina – Čelik 2:0 Dinamo – Radnički (N) 0:0 Vardar – Zagreb 1:1 Hajduk – Partizan 1:2 Željezničar – Velež 2:2 27. kolo 13. 4. 1974. Velež – Borac 2:0 14. 4. 1974. Radnički (N) – Bor 0:0 Čelik – Dinamo 2:0 Sarajevo – Vojvodina 3:1 Proleter – OFK Beograd 1:2 Partizan – Željezničar 1:1 Sloboda – Hajduk 0:0 Zagreb – Olimpija 0:1 Vardar – Crvena zvezda 1:3 28. kolo 20. 4. 1974. OFK Beograd – Velež 3:0 Željezničar – Sloboda 1:3 21. 4. 1974. Borac – Partizan 1:1 Vojvodina – Proleter 3:1 Dinamo – Sarajevo 4:1 Bor – Čelik 0:0 Olimpija – Vardar 2:0 Hajduk – Zagreb 2:1 Crvena zvezda – Radnički (N) 4:0 29. kolo 24. 4. 1974. Sarajevo – Bor 1:0 Proleter – Dinamo 1:0 Velež – Vojvodina 1:0 Partizan – OFK Beograd 0:0 Sloboda – Borac 0:0 Zagreb – Željezničar 2:0 Vardar – Hajduk 0:0 Olimpija – Crvena zvezda 1:0 25. 4. 1974. Čelik – Radnički (N) 1:0 30. kolo 27. 4. 1974. Borac – Zagreb 1:1 Crvena zvezda – Čelik 2:1 28. 4. 1974. OFK Beograd – Sloboda 1:0 Vojvodina – Partizan 0:2 Dinamo – Velež 1:0 Bor – Proleter 4:2 Radnički (N) – Sarajevo 0:0 Hajduk – Olimpija 1:0 Željezničar – Vardar 2:1 31. kolo 1. 5. 1974. Sarajevo – Čelik 2:0 Proleter – Radnički (N) 2:0 Partizan – Dinamo 2:2 Sloboda – Vojvodina 1:0 Zagreb – OFK Beograd 1:0 Vardar – Borac 2:1 Olimpija – Željezničar 2:2 Hajduk – Crvena zvezda 4:1 2. 5. 1974. Velež – Bor 2:0 32. kolo 5. 5. 1974. Borac – Olimpija 2:0 OFK Beograd – Vardar 1:0 Dinamo – Sloboda 0:0 Bor – Partizan 1:0 Radnički (N) – Velež 0:1 Čelik – Proleter 2:0 Željezničar – Hajduk 0:0 Crvena zvezda – Sarajevo 1:0 9. 5. 1974. Vojvodina – Zagreb 0:0 33. kolo 12. 5. 1974. Proleter – Sarajevo 2:0 Velež – Čelik 2:0 Partizan – Radnički (N) 3:1 Sloboda – Bor 0:0 Zagreb – Dinamo 1:2 Vardar – Vojvodina 1:1 Olimpija – OFK Beograd 1:1 Hajduk – Borac 4:1 Željezničar – Crvena zvezda 1:3 34. kolo 14. 5. 1974. Borac – Željezničar 6:4 OFK Beograd – Hajduk 0:2 Vojvodina – Olimpija 5:3 Dinamo – Vardar 2:2 Bor – Zagreb 2:1 Radnički (N) – Sloboda 3:3 Čelik – Partizan 1:3 Sarajevo – Velež 1:3 Crvena zvezda – Proleter 4:1 |

## Prvaci
Hajduk Split
trener: Tomislav Ivić
Popis igrača s brojem odigranih ligaških utakmica i brojem postignutih ligaških pogodaka:
Ivica Šurjak 34/8 

Rizah Mešković 33 

Jurica Jerković 32/9 

Luka Peruzović 31/1 

Slaviša Žungul 30/12 

Dražen Mužinić 30/2 

Vedran Rožić 29 

Branko Oblak 28/5 

Dragan Holcer 26 

Ivan Buljan 25/2 

Vilson Džoni 24/2 

Željko Mijač 22/2 

Mario Boljat 21/1 

Mićun Jovanić 16/3 

Ivica Matković 15/3 

Goran Jurišić 11/2 

Berislav Poldrugovac 3 

Joško Gluić 3 

Ivan Katalinić 2 

Nenad Šalov
Izvori:

## Statistika

### Ljestvica strijelaca
| Pl. | Ime                    | Klub               | Pogodaka |
| --- | ---------------------- | ------------------ | -------- |
| 1.  | Danilo Popivoda        | Olimpija Ljubljana | 17       |
| 2.  | Dušan Bajević          | Velež Mostar       | 16       |
| 3.  | Husnija Fazlić         | Borac Banja Luka   | 15       |
| 4.  | Nenad Bjeković         | Partizan           | 14       |
| 4.  | Mate Gavran            | Čelik Zenica       | 14       |
| 4.  | Stanislav Karasi       | Crvena zvezda      | 14       |
| 7.  | Slobodan Radović       | Bor                | 12       |
| 7.  | Dušan Šujica           | Vardar Skoplje     | 12       |
| 7.  | Slaviša Žungul         | Hajduk Split       | 12       |
| 10. | Aleksandar Panajotović | Crvena zvezda      | 11       |

### Broj gledatelja i golova
| Jesenski dio                                                                   | Jesenski dio | Jesenski dio |  | Proljetni dio | Proljetni dio | Proljetni dio |
| Kolo                                                                           | Golova       | Gledatelja   |  | Kolo          | Golova        | Gledatelja    |
| ------------------------------------------------------------------------------ | ------------ | ------------ |  | ------------- | ------------- | ------------- |
| I.                                                                             | 16           | 100.000      |  | XVIII.        | 29            | 81.000        |
| II.                                                                            | 25           | 112.000      |  | XIX.          | 16            | 114.000       |
| III.                                                                           | 19           | 118.500      |  | XX.           | 21            | 80.500        |
| IV.                                                                            | 22           | 136.500      |  | XXI.          | 13            | 116.000       |
| V.                                                                             | 28           | 107.000      |  | XXII.         | 14            | 81.000        |
| VI.                                                                            | 25           | 107.000      |  | XXIII.        | 17            | 68.000        |
| VII.                                                                           | 22           | 157.000      |  | XXIV.         | 14            | 99.000        |
| VIII.                                                                          | 33           | 76.000       |  | XXV.          | 13            | 91.500        |
| IX.                                                                            | 16           | 84.000       |  | XXVI.         | 22            | 85.000        |
| X.                                                                             | 19           | 50.000       |  | XXVII.        | 18            | 52.500        |
| XI.                                                                            | 16           | 60.000       |  | XXVIII.       | 27            | 105.000       |
| XII.                                                                           | 28           | 53.000       |  | XXIX.         | 7             | 84.000        |
| XIII.                                                                          | 13           | 74.000       |  | XXX.          | 19            | 90.000        |
| XIV.                                                                           | 21           | 61.500       |  | XXXI.         | 24            | 79.500        |
| XV.                                                                            | 24           | 77.000       |  | XXXII.        | 8             | 86.000        |
| XVI.                                                                           | 17           | 24.500       |  | XXXIII.       | 24            | 130.500       |
| XVII.                                                                          | 19           | 54.000       |  | XXXIX.        | 46            | 126.500       |
| Ukupno: 695 golova (2,27 po utakmici) 3.022.000 gledatelja (9.876 po utakmici) |              |              |  |               |               |               |
| Izvori:                                                                        |              |              |  |               |               |               |

## Poveznice
- FSJ ljetna liga prvaka 1973.
- Druga savezna liga 1973./74.
- Treći rang prvenstva Jugoslavije 1973./74.
- Kup maršala Tita 1973.

## Vanjske poveznice
- www.strategija.org
  - Fudbalsko prvenstvo 1973/74 – svi rezultati i konačan plasman
  - Almanah YU-fudbala (1973-74)
  - Fudbalerko Nogometović izveštava: Prvenstvo Jugoslavije 1973/74 (1)
  - Fudbalerko Nogometović izveštava: Prvenstvo Jugoslavije 1973/74 (2)
  - Fudbalerko Nogometović izveštava: Prvenstvo Jugoslavije 1973/74 (3)
  - Fudbalerko Nogometović izveštava: Prvenstvo Jugoslavije 1973/74 (4)
  - Fudbalerko Nogometović izveštava: Prvenstvo Jugoslavije 1973/74 (5)
- historical-lineups.com: Godišnjak 1973-74
- historical-lineups.com: Klubovi 1973-74
- historical-lineups.com: Statistika 1972-1974
- Eu-football.info